# Luise Dorothea de Saxa-Meiningen

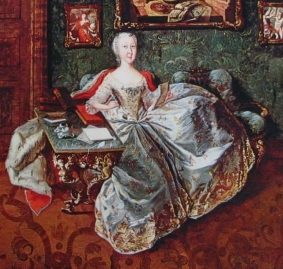
Luise Dorothea de Saxa-Meiningen

Luise Dorothea de Saxa-Meiningen (10 august 1710 – 22 octombrie 1767) a fost fiica lui  Ernst Ludwig I, Duce de Saxa-Meiningen și Dorothea Marie de Saxa-Gotha. A fost soția lui Frederic al III-lea, Duce de Saxa-Gotha-Altenburg.

## Căsătorie și copii
La Gotha la 17 septembrie 1729, Luise Dorothea s-a căsătorit cu vărul ei, Frederic al III-lea, Duce de Saxa-Gotha-Altenburg. Ei au avut nouă copii:
1. Frederic (n. Gotha, 20 ianuarie 1735 – d. Gotha, 9 iunie 1756).
2. Ludwig (n. Gotha, 25 octombrie 1735 – d. Gotha, 26 octombrie 1735).
3. fiu născut mort (Gotha, 25 octombrie 1735), geamăn cu  Ludwig.
4. fii gemeni morți (1739).
5. Fredericka Luise (n. Gotha, 30 ianuarie 1741 – d. Gotha, 5 februarie 1776).
6. Ernst al II-lea, Duce de Saxa-Gotha-Altenburg (n. Gotha, 30 ianuarie 1745 – d. Gotha, 20 aprilie 1804).
7. Sophie (n. Gotha, 9 martie 1746 – d. Gotha, 30 martie 1746).
8. August (n. Gotha, 14 august 1747 – d. Gotha, 28 septembrie 1806).